# Чеські залізниці

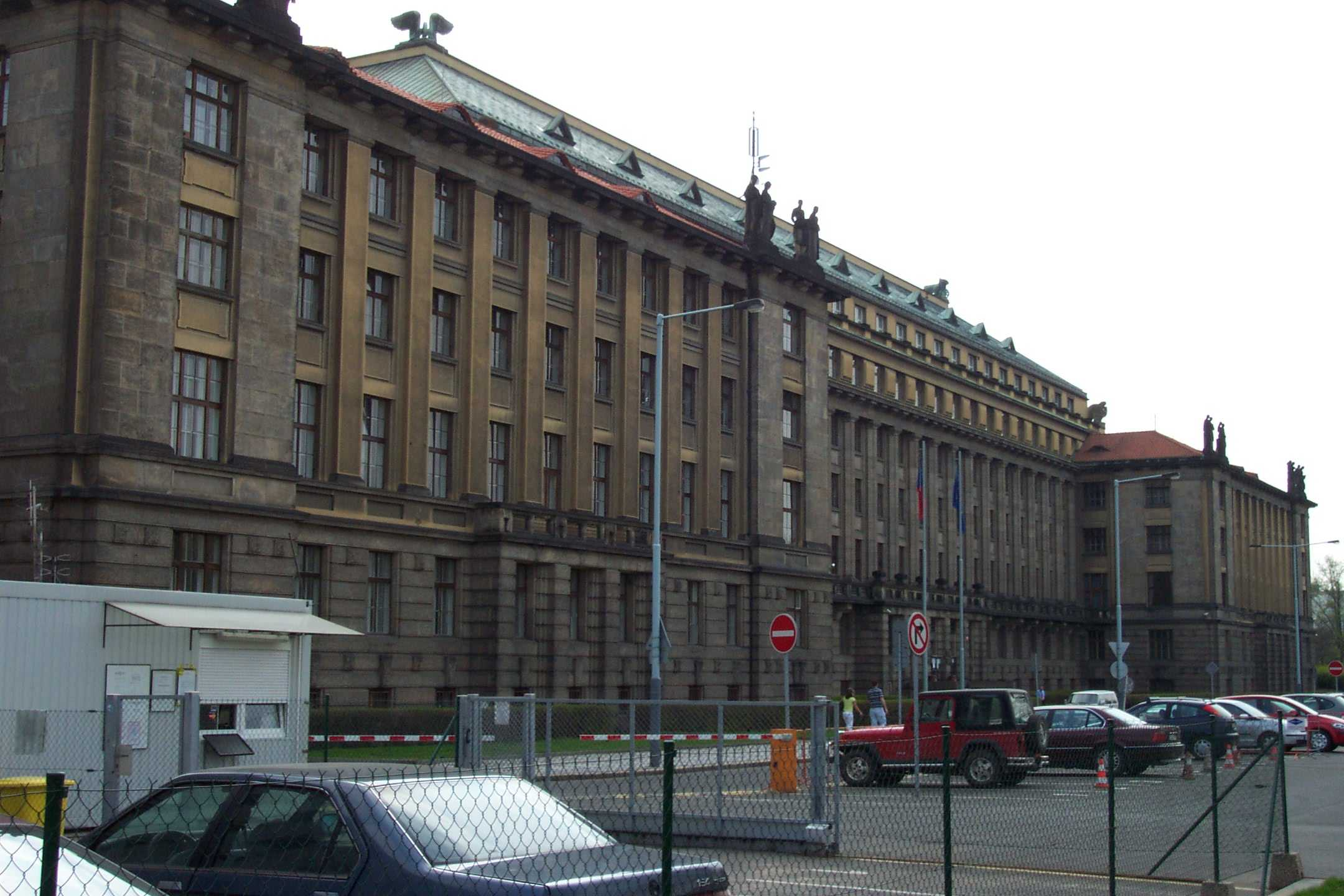
Будівля управління Чеських залізниць та Міністерства транспорту Чехії, Прага, Набережна Людвика Свободи, 1222/12

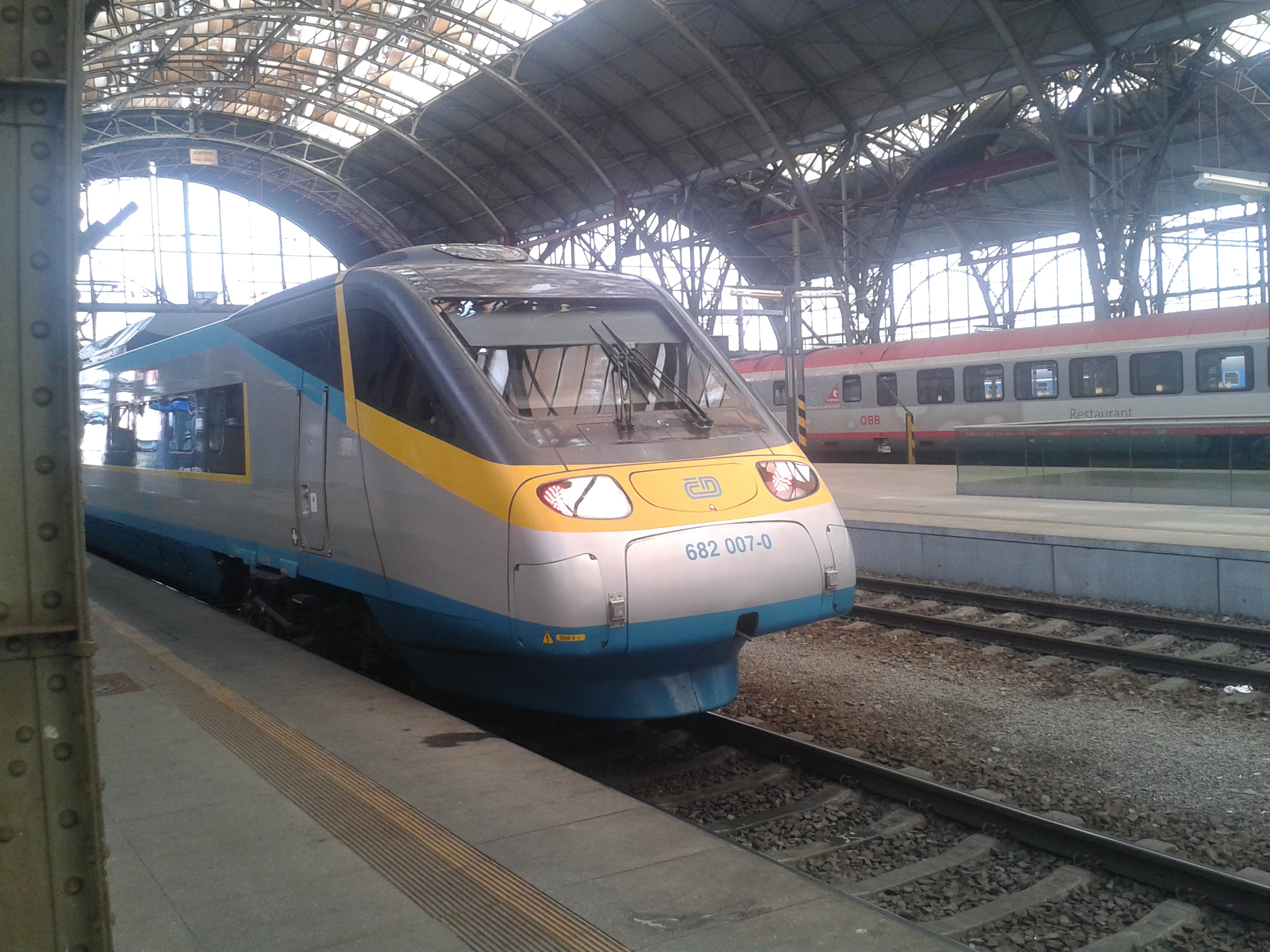
ČD Class 680 Pendolino на Головному вокзалі Праги

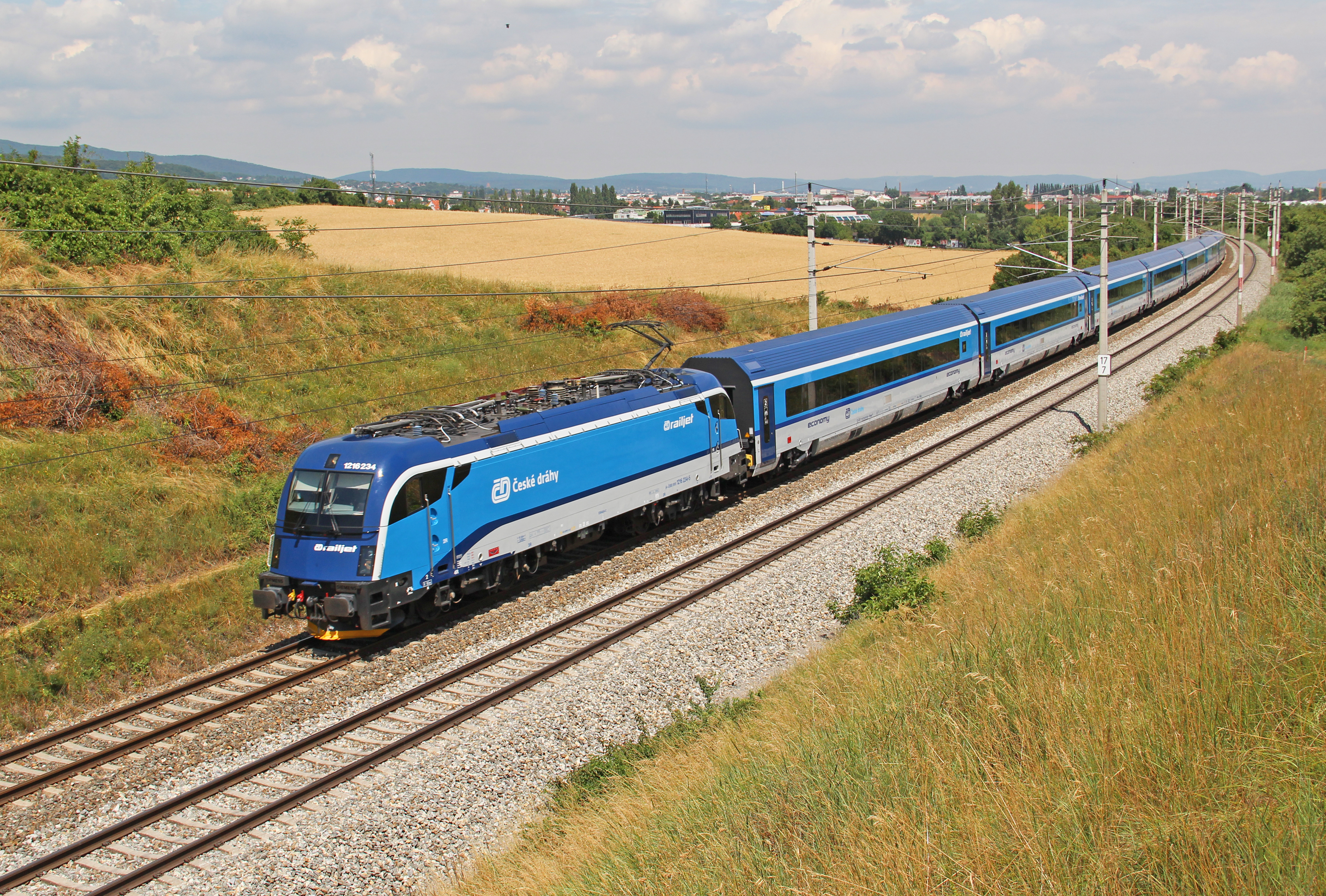
Railjet Чеських залізниць

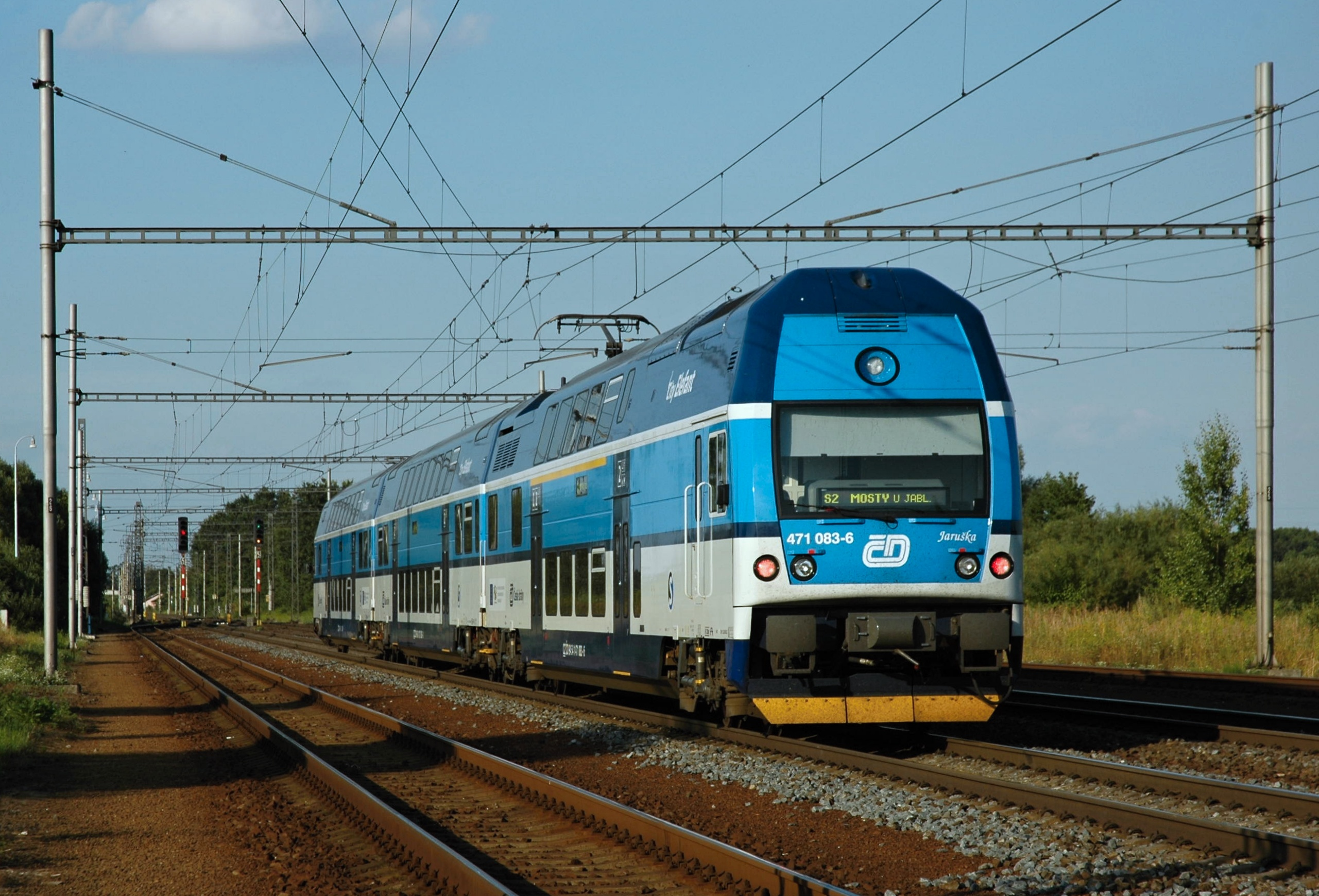
Class 471 Чеських залізниць, також відомий як CityElefant

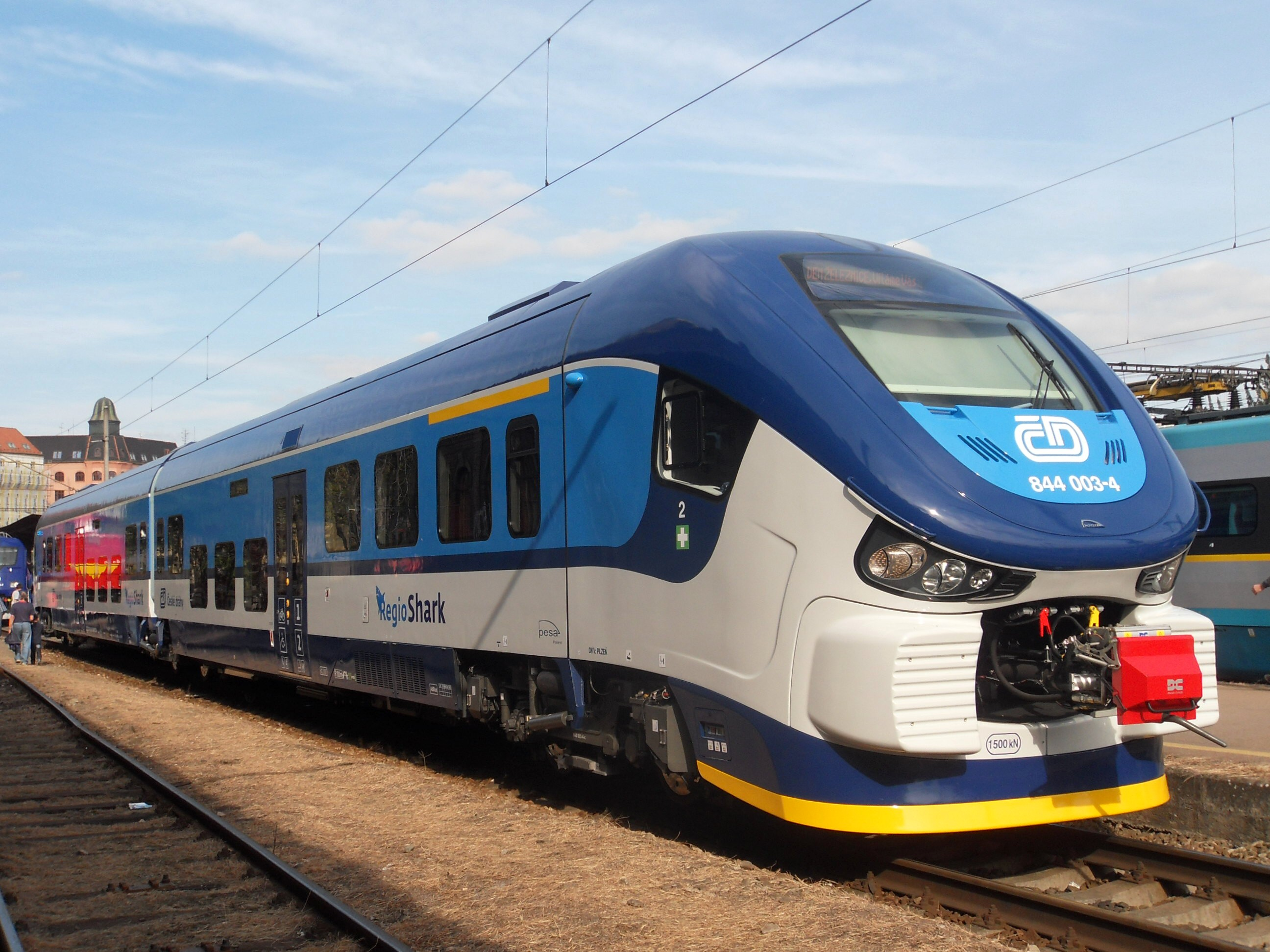
Motorová jednotka 844 (RegioShark) польського виробника Pesa на «Дні залізниці» 2012 року в м. Брно

Чеські залізниці (чеськ. České dráhy, a.s., абревіатура ČD, англ. Czech Railways) — головний залізничний оператор в Чехії.
У 2015 році її консолідований дохід досяг 33 млрд крон. Доходи від пасажирських перевезень склали 21 млрд крон (64% трансфертів від уряду, 24% внутрішньодержавних перевезень, 12% міжнародних перевезень), доходи від вантажних перевезень залізничним транспортом, що обслуговуються дочірньою компанією Cargo склали 11 млрд крон. 24'000 співробітників роблять ČD Group (České dráhy, a.s. разом з її дочірніми компаніями) п'ятою за величиною чеською компанією за кількістю працівників. Зобов'язання ČD Group збільшився з 19 млрд крон наприкінці 2006 до 53 млрд крон наприкінці 2015 року. У 2015 році її консолідований виторг досяг 33 млрд крон. Доходи від пасажирських перевезень склали 21 млрд крон (64% трансфертів від уряду, 24% внутрішньодержавних перевезень, 12% міжнародних перевезень), доходи від вантажних перевезень, експлуатованих дочірньою компанією ČD Cargo, склав 11 млрд крон. З двадцятьма чотирма тисячами співробітників ČD Group є п'ятою за величиною чеською компанією за кількістю працівників. Боргові зобов'язання ČD Group зросли з 19 млрд крон наприкінці 2006 до 53 млрд крон наприкінці 2015 року.
Компанія була заснована в 1993 році, після розпаду Чехословаччини, як правонаступник Чехословацьких державних залізниць. Вона є членом Міжнародного союзу залізниць (UIC Код країни для Чехії 54), Товариства європейських залізниць [Архівовано 7 вересня 2016 у Wayback Machine.] і Організації співробітництва залізниць (Азія і Європа).
До 1 липня 2008 року Чеські залізниці були найбільшим роботодавцем в Чехії. Після регулярних збитків і вимог державних субсидій, Чеські залізниці повідомили про перший за всю історію прибуток в 2007 році в той же час продовжуючи отримувати державні компенсації. Спроби зробити компанію більш ефективною в даний час тривають і недавній план переміщення пасажирського транспорту в незалежну дочірню компанію було схвалено чеським урядом в січні 2008 року.
Чеські залізниці експлуатують поїзди; ремонтують інфраструктуру (наприклад, колії), якою управляє SŽDC. У грудні 2010 року уряд Чехії запропонував об'єднати SŽDC і ČD разом в єдиній холдинговій компанії.

## Статистика
Основна ширина колії 1435 мм., також діє 96 км вузькоколійки.
(2008):
- компанією České dráhy було перевезено 175,2 млн пасажирів[12].

(2009): 
- Чеськими залізницями: експлуатуються 9412 км залізничних ліній, з яких 3210 км електрифіковані, а 1906 км дво- та багато колійні ділянки;[13]
- здійснено 168,8 млн пасажирських перевезень;[13]
- перевезено пасажирів на 6,907 млн пасажиро-кілометрів;[13]
- 76,723 млн тонн вантажів перевезено;[13]
- вироблено вантажних робіт на 13,592 млн тонно-кілометрів[13].

## Рухомий склад
- 2726 тягових транспортних засобів, з яких 856 — електровози і мотор-вагонні поїзди;[13]
- 27416 вантажних вагонів;[13]
- 3605 пасажирських вагонів.[13]

## Дочірні компанії
- RailReal a.s. (Прага),
- RAILREKLAM spol. s.r.o. (Прага),
- ČD Reality a.s. (Прага),
- ČD-Informační Systémy a.s. (Прага),
- ČD-Telematika a.s. (Прага),
- Smíchov Station Development a.s. (Прага),
- Výzkumný Ústav Železniční a.s. (VUZ, Інститут досліджень на залізничному транспорті, Прага),
- ČD Travel s.r.o. (Прага),
- Dopravní vzdělávací institut[cs], a.s. (Прага),
- DPOV, a.s. („dílny pro opravy vozidel“, Пршеров): (PSO) в Пршерові, Нимбурку та Веселі-над-Моравою, (PPO) в Оломоуці та Валашке Мезиржичі.
- ČD Cargo a.s.[cs], (з 1 грудня 2007 року).

## Організаційні одиниці
Деякі з відділень:
- Депо рухомого складу (чеськ. Depo kolejových vozidel, DKV): 
  - DKV Brno,
  - DKV Česká Třebová,
  - DKV Olomouc,
  - DKV Plzeň,
  - DKV Praha[15]

## Транспортні послуги
ЧД Карго (чеськ. ČD Cargo) — вантажна дочірня компанія, в основному перевозить сировину, проміжні товари і контейнери. У 2009 році вона ввійшла до п'ятірки найбільших операторів залізничних перевезень вантажів в Європі.

## Залізничні зв'язки з сусідними країнами
- Така ж колія — 1435 мм.
  -  Австрія — зміна напруги (25 кВ змінного струму/15 кВ змінного).
  -  Німеччина — зміна напруги (3 кВ змінного струму/15 кВ змінного).
  -  Польща — напруга 3 кВ постійного струму.
  -  Словаччина — напруга 3 кВ постійного струму чи 25 кВ змінного.

## Історія
Чеські залізниці є результатом більш ніж 160-річної історії залізниць Чехії. Історичні віхи включають в себе:

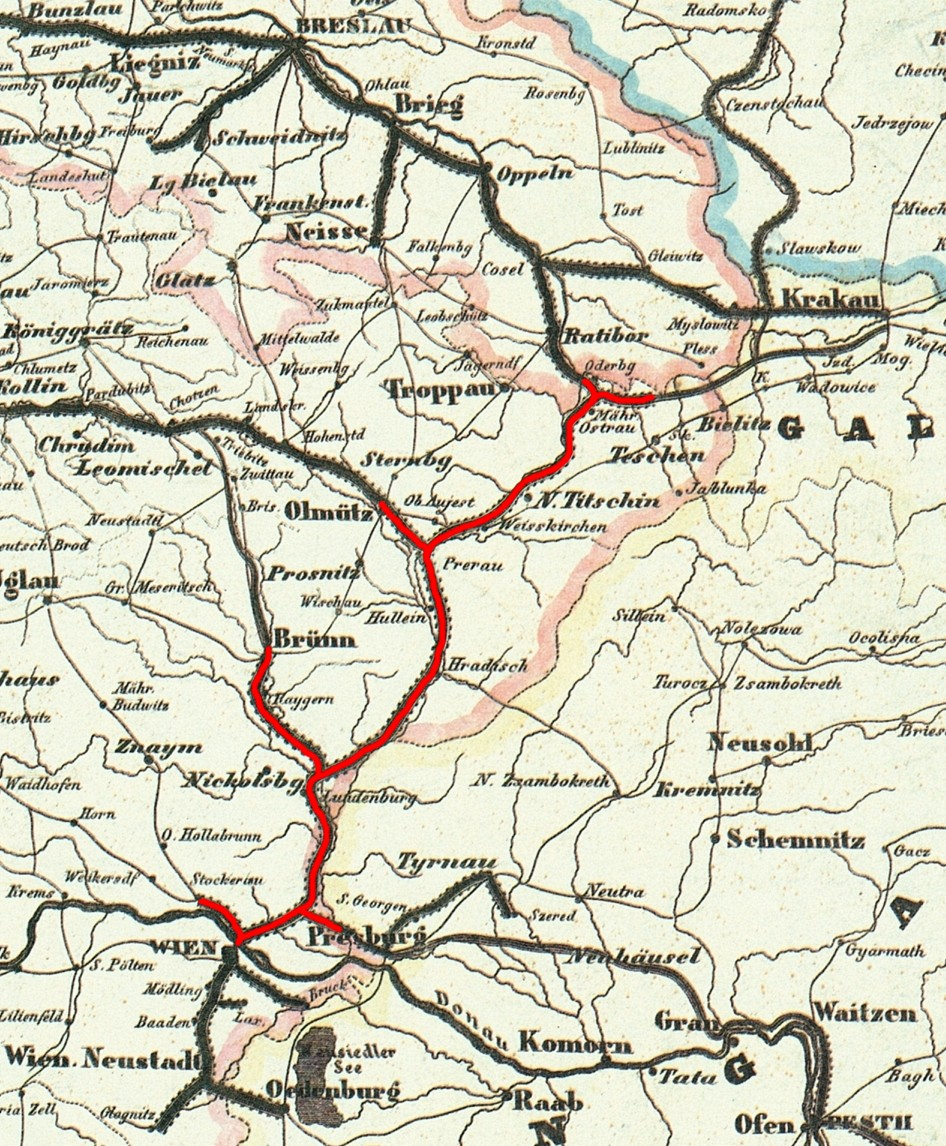
Мапа Північної залізниці імператора Фердинанда станом на 1849 рік (червоний).
Шлях до Кракова був завершений тільки в 1856 році.

- 1828: перша кінна залізниця в континентальній Європі: Чеське Будейовіце — Лінц;
- 1837: початок прокладання гілки Кайзера Фердинанда[cs] яка після збудування з'єднала Відень та Бохню близ Кракова;[17]
- 1839: збудована гілка Бржецлав — Брно; 
перша парово-машинна залізниця: Відень — Бржецлав;
- 1841: залізницю добудували до міст Пршеров та Оломоуц;
- 1842: залізниця прийшла з Пршерова в Ліпнік-над-Бечвоу;
- 1847: завершене будівництво гілки з Ліпніка до Границе, Острави та Богумін (Oderberg);
- 1855: відкриті гілки Острава — Опава, і 
Богумін — Петровіце у Карвіна (близ Карвіна), та далі до міст Західної Галичини;
- 1903: електрифіковано першу залізничну колію стандартної ширини;
- 1918: засновані Чехословацькі державні залізниці;
- 1991: перші EuroCity (EC) поїзди на залізницях Чехословацьких державних залізниць;
- 1993: засновано Чеські залізниці після розпаду Чехословаччини;
- 1993: почалася реконструкція загальноєвропейських залізничних коридорів;
- 1994: розпочалось перевезення вантажного автомобільного TIR-транспорту на лафетах («RoLa») залізницею на дільниці Ловосице[cs] — Дрезден (зупинене в 2004 році);
- 2003: засноване акціонерне товариство Чеських залізниць;[18]
- 2005: введені поїзди зі зміною нахилу Pendolino в регулярне курсування;
- 2007: перевезення вантажів передано дочірній компанії ČD Cargo;
- 2008: створення ČD Sky, альянсу між Чеськими залізницями і авіакомпанією SkyEurope, який збанкрутував в серпні 2009 року;[19]
- 2014: перший «ČD Railjet» з пасажирами запущено в Чехії.

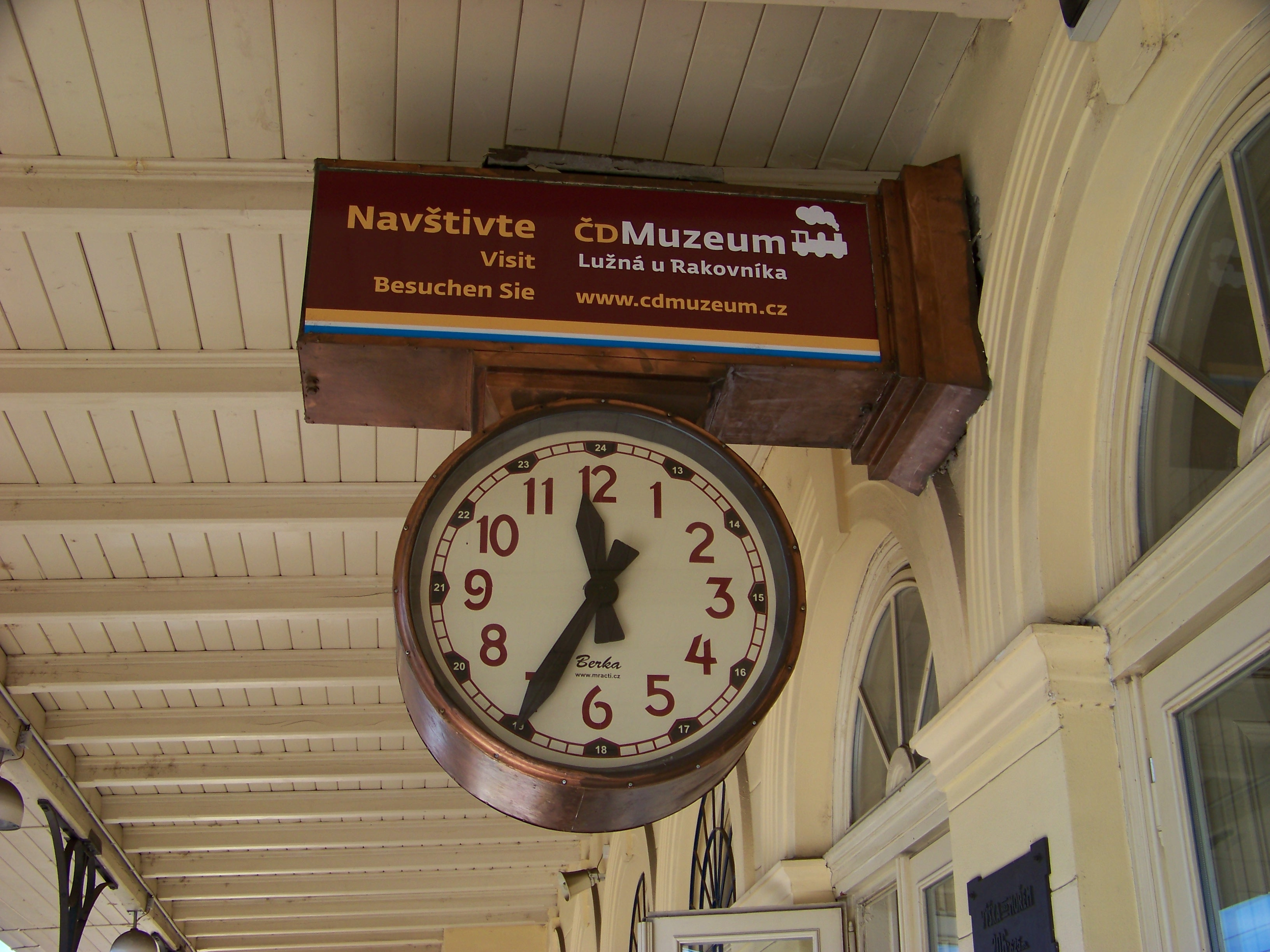
Реклама ČD музею в Lužná u Rakovníka на станції Nádraží Praha-Vršovice району Vršovice (Praha 10), Українська вулиця, 304/2b.

В Чехії вживаються заходи щодо збереження історичної спадщини залізничного транспорту. Діють кілька залізничних музеїв, один з них в місті Оломоуц [Архівовано 19 вересня 2016 у Wayback Machine.]. 

На північному заході Чехії, в містечку Лужна у Раковніка, розташований ще один з таких музеїв. У колишньому локомотивному депо зібрана унікальна колекція рухомого складу. Щороку музей відвідують десятки тисяч відвідувачів. В експозиції [Архівовано 19 вересня 2016 у Wayback Machine.] представлені безліч серій паровозів, вагонів (пасажирських і вантажних), є снігоочисники, чеські локомотиви представлені тепловозами ЧМЕ2 (720 серія) і ЧМЕ3 (669 серія).

ČD логотип

Герб міста Богумін (Bohumín) з залізничною символикою